# Monumento al Duque de Caxias
El Monumento al Duque de Caxias es una estatua ecuestre de bronce con pedestal de granito en honor del Duque de Caxias. Se encuentra ubicado en la plaza Princesa Isabel en el barrio de Campos Elíseos de la zona central de la ciudad de Sao Paulo, Brasil. El monumento tiene 48 metros de altura, fue instalado en 1960 y, hasta el 2008, fue considerado el monumento ecuestre más alto del mundo.

## Historia
La idea de construir un monumento en honor al Duque de Caxias, considerado el mayor héroe militar de Brasil, surgió en 1939 cuando el General Maurício José Cardoso estaba al mando de la 2ª Región Militar e inició el movimiento para recaudar fondos de la comunidad paulista. A finales de 1941, se celebró un concurso internacional de maquetas y Victor Brecheret fue el ganador entre 30 competidores. Su diseño, hecho en yeso, era de un monumento de aproximadamente 48 metros de altura. Se utilizaron dos tipos de material: granito y bronce platinado. Cada uno recibió un tratamiento diferente y el conjunto exaltaba la vida militar del duque.
Sobre el granito, se realizó un trabajo ornamental que destaca diversos momentos de la vida de Caxias: sus victorias, sus alegrías y su entierro. Es una forma de mostrar, de forma muy moderna y según los mismos principios que el artista siguió al crear el famoso Monumento a las Bandeiras en el que estaba trabajando en ese momento, un panel de la vida del militar que alcanzó las mayores glorias posibles en su carrera, siendo respetado como guerrero y como político. Los bajorrelieves de granito tienen los siguientes temas: Pacificación, Caxias hablando al pueblo de Bagé (habla a las mujeres de la ciudad, ofreciendo paz y trabajo tras el fin del conflicto de los gauchos con el imperio), Reconocimiento de Humaitá, Caxias con sus tres generales, Batalla de Itororó (Caxias con la espada desenvainada toma el mando frente a los soldados contrarios derrotados y pronuncia la famosa frase: "Que me sigan los que son brasileños") y Entierro de Caxias (pidió que su féretro fuera llevado por sólo seis milicianos, sin pompa ni honores). La figura del Duque de Caxias sobre su caballo con la espada en alto se realizó en bronce platinado. Con un peso aproximado de 18 toneladas, fue fundida en el Liceo de Artes y Oficios de São Paulo, donde Brecheret comenzó sus estudios en 1912. Escultura clásica en su concepción estética, la figura del Duque de Caxias impresiona por sus proporciones gigantescas y muestra una clara influencia de monumentos heroicos similares que Brecheret conoció al estudiar en Europa al principio de su carrera.
El monumento, con una altura equivalente a la de un edificio de 10 pisos, debía situarse en el Vale do Anhangabaú, de modo que pudiera verse desde cualquier ángulo. Este era el lugar preferido por Brecheret, pero la obra se trasladó a la Plaza Princesa Isabel, donde aún se encuentra. Sin embargo, como la inauguración no tuvo lugar hasta 1960, el artista, que falleció en São Paulo el 17 de diciembre de 1955, no pudo ver la estatua en su emplazamiento definitivo.